# As'ad Abu Khalil
As'ad Abou Khalil (en arabe : أسعد أبو خليل) , né le 16 mars 1960 à Tyr au Liban,  est un professeur libano-américain de sciences politiques à l'université d'État de Californie à Stanislaus et professeur associé à l'université de Californie à Berkeley.
Il est l'auteur du Dictionnaire historique du Liban (1998), Ben Laden, l'islam et la nouvelle 'Guerre contre le terrorisme' américaine (2002) et La bataille pour l'Arabie saoudite (2004). Il publie un blog, « The Angry Arab News Service».

## Biographie
Abu Khalil est né à Tyr au Liban et a grandi à Beyrouth. Il fait ses études à l'école IC.
Il fait ses études de sciences politiques jusqu'au master à l'université américaine de Beyrouth et son Ph.D en comparaison des gouvernements à l'université de Georgetown. Il fut marié à deux reprises aux États-Unis et divorça.
Abu Khalil est maintenant professeur à l'université d'État de Californie à Stanislaus et professeur associé à l'université de Californie à Berkeley. Il enseigne à l'université Tufts, à l'université George-Washington, au Colorado College et au Randolph College.

## Positionnement politique
Abu Khalil se définit comme un ancien marxiste-léniniste devenu anarchiste, féministe et athée laïque.
Il est pro-palestinien, antisioniste, partisan de la solution d'un État laïque dans la Palestine historique. Il est encore partisan de hezbollah. Il s'opposa à la Guerre d'Irak. Il est critique du gouvernement israélien, de la politique étrangère des États-Unis, de l'Arabie saoudite, du Fatah et du Hamas et des diverses factions au Liban.
Dans une entrevue pour New TV du 13 janvier 2010, il déclara que « Le nationalisme libanais - tout comme le sionisme - fut fondé sur le racisme et le mépris pour les autres - que ce soit pour les Libanais d'autres sectes ou pour les autres arabes… le peuple Libanais, avec toutes ses sectes, n'a jamais prouvé qu'il voulait, ou fut capable de, véritable coexistence. La coexistence au Liban est une coexistence dans le sang, le conflit et les troubles civils ».

## Source
- (en) Cet article est partiellement ou en totalité issu de l’article de Wikipédia en anglais intitulé « As'ad AbuKhalil » (voir la liste des auteurs).